# ناجیه الربیع
ناجیه الربیع (زادهٔ ۲۳ فوریه ۱۹۵۵، طائف) کارگردان فیلم، و بازیگر اهل عربستان سعودی است.

## حرفه
او در سال ۱۹۸۴ در رشته کارگردانی از دانشگاه سانفرانسیسکو فارغ‌التحصیل شد و به عربستان بازگشت. او در دهه ۸۰ فعالیت حرفه‌ای خود را به عنوان دستیار کارگردان آغاز کرد.

## فیلم‌شناسی

### در تلویزیون
- ۲۹ سالفة وسالفة
- عاد ولکن
- الخروج من الهاویة
- بو مرزوق
- الماضی وخریف العمر
- الملقوفة
- ابریاء فی المصیدة
- مرآة الزمان
- فکرة بملیون جنیة
- طاش ما طاش
- حکایات مستر أیوب ومسز عنایات
- فارس بلا جواد
- سری اللیل
- اعترافات الثعالب
- الخراز
- أیام السراب
- أن غاب القط
- الشمس تشرق مرتین
- فینک
- الناس الطیبین
- ابنتی وخریف العمر
- سر الغائب